# Rue des Choncq Clotiers

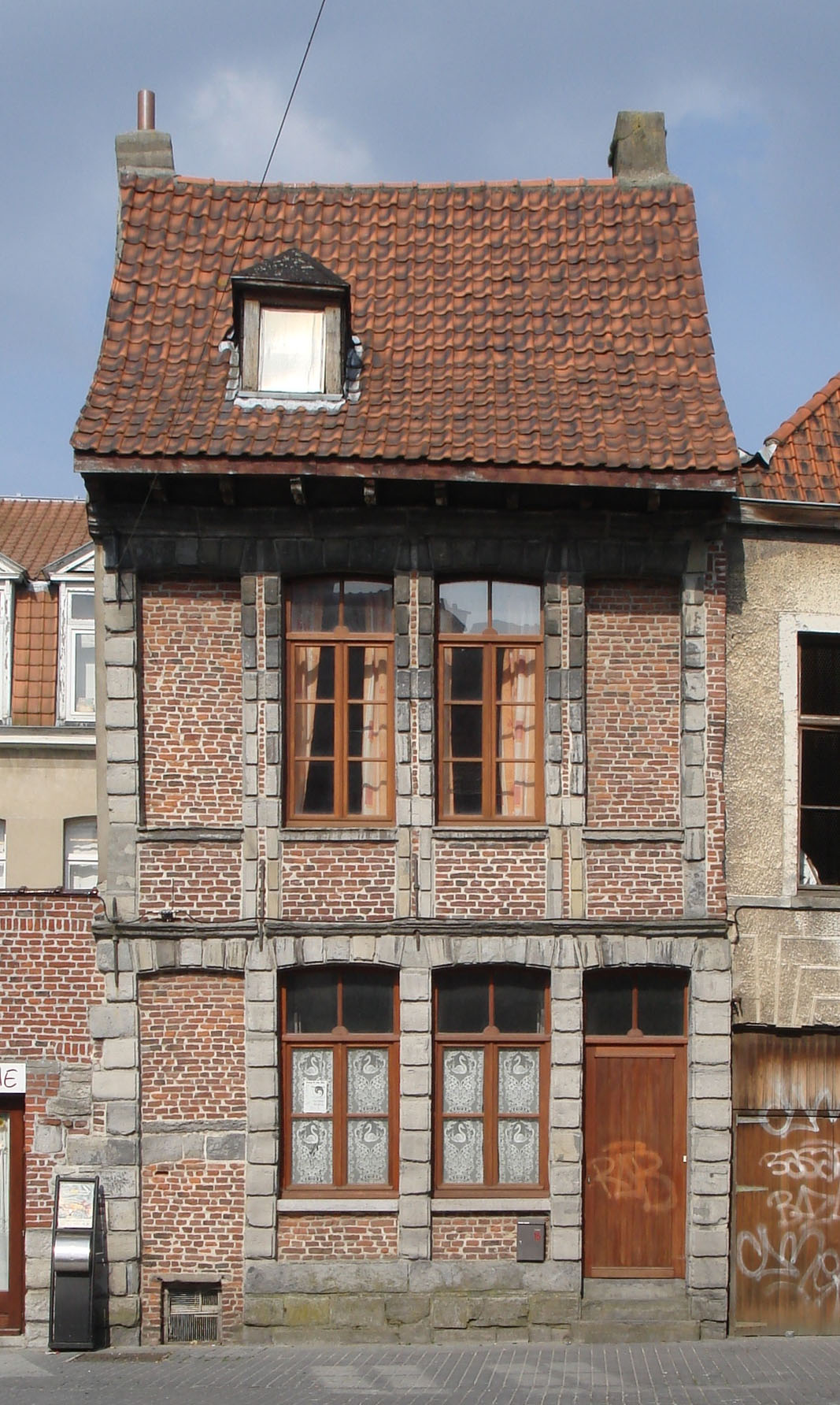
Maison Louis XIV au 15 rue des Choncq Clotiers

La rue des Choncq Clotiers, odonyme picard (en français : rue des Cinq Clochers) est une rue de la commune de Tournai dans le Bas Quartier.
Elle est parallèle au Quai Notre-Dame et joint la rue Dame Odile à la rue de l'Hôpital Notre-Dame.
Elle donne également sur la placette du Bas Quartier.

## Origine du nom
Celui-ci fut donné en hommage à un chant populaire tournaisien, écrit par A. Leray, lequel s'intitule les Choncq Clotiers.
Ces cinq clochers font référence à ceux de la  Cathédrale Notre-Dame.

## Élément remarquable
Le numéro 15 de cette rue est une maison de  style classique-Louis XIV.